# Família Tina
A família Tina é uma pequena família de asteroides localizados no cinturão principal. A família foi nomeada devido ao primeiro asteroide que foi classificado neste grupo, o 1222 Tina.
Esta família foi descoberta pelo astrônomo brasileiro Valério Carruba, que também é físico e professor do Departamento de Matemática da Universidade Estadual Paulista (Unesp).

## Os maiores membros desta família
| Nome      | Diâmetro | Semieixo maior | Inclinação orbital | Excentricidade orbital | Ano da descoberta |
| --------- | -------- | -------------- | ------------------ | ---------------------- | ----------------- |
| 1222 Tina | 20,84 km | 2,7947052 UA   | 19,66052 °         | 0,247846               | 1932              |